# Young (canción de Baekhyun y Loco)
«Young» es una canción interpretada por el cantante surcoreano Baekhyun y el rapero Loco. Fue lanzada el 31 de agosto de 2018 por SM Entertainment a través de Station X 0, un spin-off de SM Station.

## Antecedentes y lanzamiento
El 23 de julio de 2018, fue anunciado que Baekhyun de EXO lanzaría una canción en colaboración con Loco Station X 0. Sin embargo, la fecha de lanzamiento aún no había sido revelada. El 17 de agosto, se reveló que el título de la canción sería «Young» y que su publicación sería el 31 de agosto.

## Composición
Producida por Ludvig Evers, Jin Bo, G. South, Loco y Jonatan Gusmark, «Young» se describe como una canción de R&B y soul. Los instrumentos atmosféricos de la canción elevan la música a pesar de sus bajos registros.

## Videoclip
El 29 de agosto, se lanzó un teaser del vídeo musical. Su el vídeo fue lanzado oficialmente el 31 de agosto. El videoclip presenta un retrato abstracto de liberarse de un estilo de vida repetitivo y encontrar su propia individualidad.

## Posicionamiento en listas
| Lista (2018)                         | Mejor posición |
| ------------------------------------ | -------------- |
| Corea del Sur (K-pop Hot 100)        | 18             |
| Corea del Sur (Gaon Digital Chart)   | 11             |
| Estados Unidos (World Digital Songs) | 4              |

## Ventas
| País           | Ventas |
| -------------- | ------ |
| Estados Unidos | 2 000  |